# Агуаш-Віваш
Агуаш-Віваш (порт. Águas Vivas; МФА: [ˈa.gwɐʒ ˈvi.vɐʃ]) — парафія в Португалії, у муніципалітеті Міранда-ду-Дору. Розташована в північно-східній частині країни, на теренах історичної португальської провінції Трансмонтана. Входить до складу округу Браганса. За адміністративним поділом, чинним до 1976 року, терени парафії були складовою провінції Трансмонтана і Верхнє Дору. Належить до Брагансько-Мірандської діоцезії Католицької церкви. Патрон — свята Катерина. Площа — 9,6020 км². Населення — 163 ос. (2011). Слабо урбанізований регіон. Густота населення — 16,98 осіб/км²
. Код — 040617.

## Населення
| 2011 |
| 163  |